# 白鳥神社 (東かがわ市)
白鳥神社（しろとりじんじゃ）は、香川県東かがわ市に鎮座する神社である。旧社格は県社。

## 歴史
能褒野（三重県亀山市）で戦死し葬られたのち、白鳥となって飛び去った日本武尊の霊が舞い降りた、という伝説が残る。当地に降りた白鳥は間もなく死んだため、日本武尊の子である武鼓王が廟を建て手厚く葬ったという。白鳥神社はこの時に始まるとされている。
寛文4年（1664年）に高松藩初代藩主・松平頼重が朱印地200石を当社へ寄進して再興、以後は天領となった。明治5年（1872年）に県社に列格される。

## みどころ

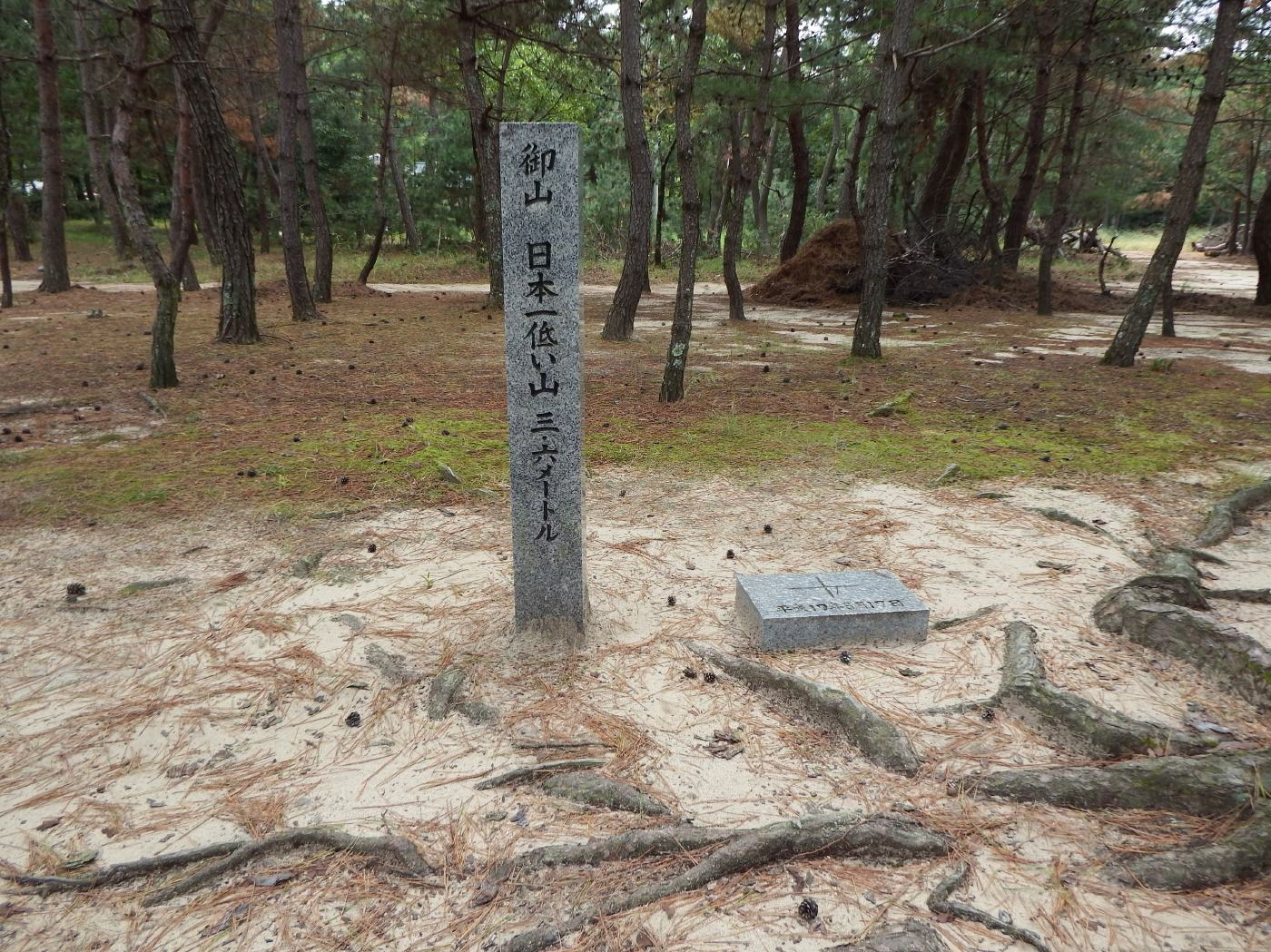
御山

- 境内には、代々藩主が寄進した燈籠が所狭しと並ぶ。
- 御山（みやま）
境内にある[1]標高3.6mの山。白鳥神社では『日本一低い山』とうたっているが、国土地理院に日本一低い山と認められるために、国土地理院発行2万5千分の1の地形図に掲載されることを目標としている[2]。また白鳥神社で登山証明書を発行している[3][4]。
- 白鳥神社の松原
播磨灘に面して4万坪の広がりを有し、瀬戸内海国立公園の区域に指定され、日本の白砂青松100選に選定されている。

## 文化財
重要文化財
- 太刀 銘正恒（附糸巻太刀拵）[5]

香川県指定有形文化財
- 猪熊家住宅（長年神官を務めた猪熊氏の屋敷）：一族の猪熊夏樹は京都白峯神宮の宮司から京都府立第一高女教諭、宮中進講（皇族のための教師）になり、その息子・猪熊浅麻呂、孫・猪熊兼繁もそれぞれ国学者として時代考証などで活躍した。

東かがわ市指定有形文化財
- 甲冑(白糸縅)
- 甲冑(糸縅、葵紋付)
- 石剱(長さ36.7cm、弥生時代の遺物)
- 日本武尊御神影
- 白鳥宮御額題字書
- 三十六歌仙扁額

香川の保存木
- 楠：目通り7.6m、樹高30m、枝張り30mの巨木。松原の中に聳え、白鳥となった日本武尊の霊が舞い降りたとされる。また2001年には環境省のかおり風景100選に選出されている。

## 主な神事
- 5月4 - 6日：春季大祭
- 7月31日：夏越（花火大会）
- 10月6 - 8日：秋季大祭
- 12月8日：おみかん焼き

## 奉納獅子組
東かがわ市白鳥虎頭の舞保存会
芝居町獅子保存会
白鳥上組保存会
湊若獅子連
白鳥下組大獅子保存会

## 交通アクセス
- 高徳線讃岐白鳥駅から北へ徒歩5分。
- 高松自動車道白鳥大内ICから車で約10分。

## 前後の札所
新四国曼荼羅霊場
6 葛城神社 --- 7 白鳥神社 --- 8 西教寺